# Họ Chim ruồi
Họ Chim ruồi (Trochilidae), còn được gọi là họ Chim ong là một họ chim mà các loài có kích thước nhỏ nhất trong tất cả các loài chim, khi bay và giữ nguyên một vị trí, cánh chim vỗ lên tới 70 lần/giây(trung bình từ 30-40 lần/giây) tạo ra tiếng vo ve như ruồi nên mới có tên là chim ruồi. Vì giống chim này hay hút mật hoa nên danh xưng chim ong cũng hợp với tập tính của loài chim này.
Chim ruồi thường có màu lông rất sặc sỡ. Chim ruồi ở Colombia có vệt lông màu xanh ngọc bích óng ánh và dải lông màu xanh lơ sáng rực ở phía trên cổ họng, chòm lông màu trắng muốt ở dưới chân. Họ này có khoảng 360 loài, chia thành 112 chi, thường có kích thước khá nhỏ, trong đó có chim ruồi ong là loài chim nhỏ nhất thế giới, kích thước chỉ xấp xỉ một con ong nghệ (5 cm), và cân nặng ít hơn 2 g.

## Mỏ và cánh

Vệt xoáy do kiểu bay của chim ruồi sinh ra.

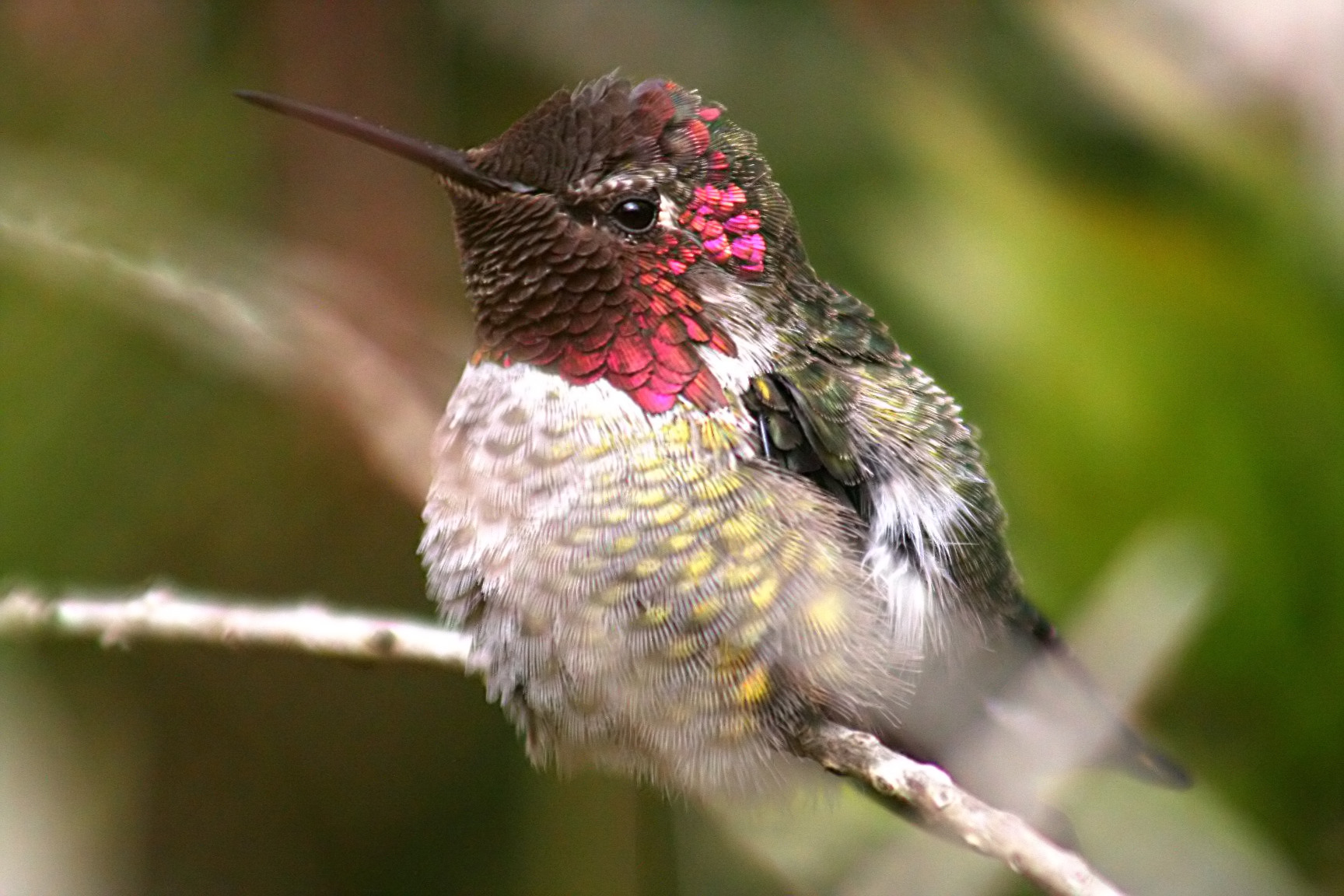
Chim ruồi Anna

Mọi loài chim ruồi đều ăn mật hoa. Có nhiều loài với cặp mỏ dài (mặc dù chân của chúng lại rất nhỏ) và lưỡi dài để dễ dàng thọc sâu vào những loài hoa khác nhau để hút mật. Vai trò của những lúc hút mật như thế này cũng có thể xem như trường hợp vai trò của ong hoặc bướm khi hút mật: giúp hoa thụ phấn.
Cánh chim ruồi không giống cánh của bất kỳ loài chim nào khác. Chúng có thể hoạt động tự do theo chiều hướng của vai, giúp chim có thể bay đứng yên một chỗ và giữ cho đầu chim cố định. Điều này cũng có nghĩa là chim ruồi có thể bay lùi. Chúng thường bay với tốc độ xấp xỉ 50 km/h. Trong mùa sinh sản những con đực phải thực hiện nhiều cú bổ nhào xuống để quyến rũ chim cái.
Khi chim ruồi cái bay vào lãnh địa của con đực, "anh chàng" sẽ bay lên cao rồi đột ngột bổ nhào xuống. Con vật đạt tốc độ tối đa ở điểm cuối cùng trong quỹ đạo của cú bổ nhào. Khi ấy nó kêu rất to và xòe lông đuôi để gây sự chú ý của con chim cái.

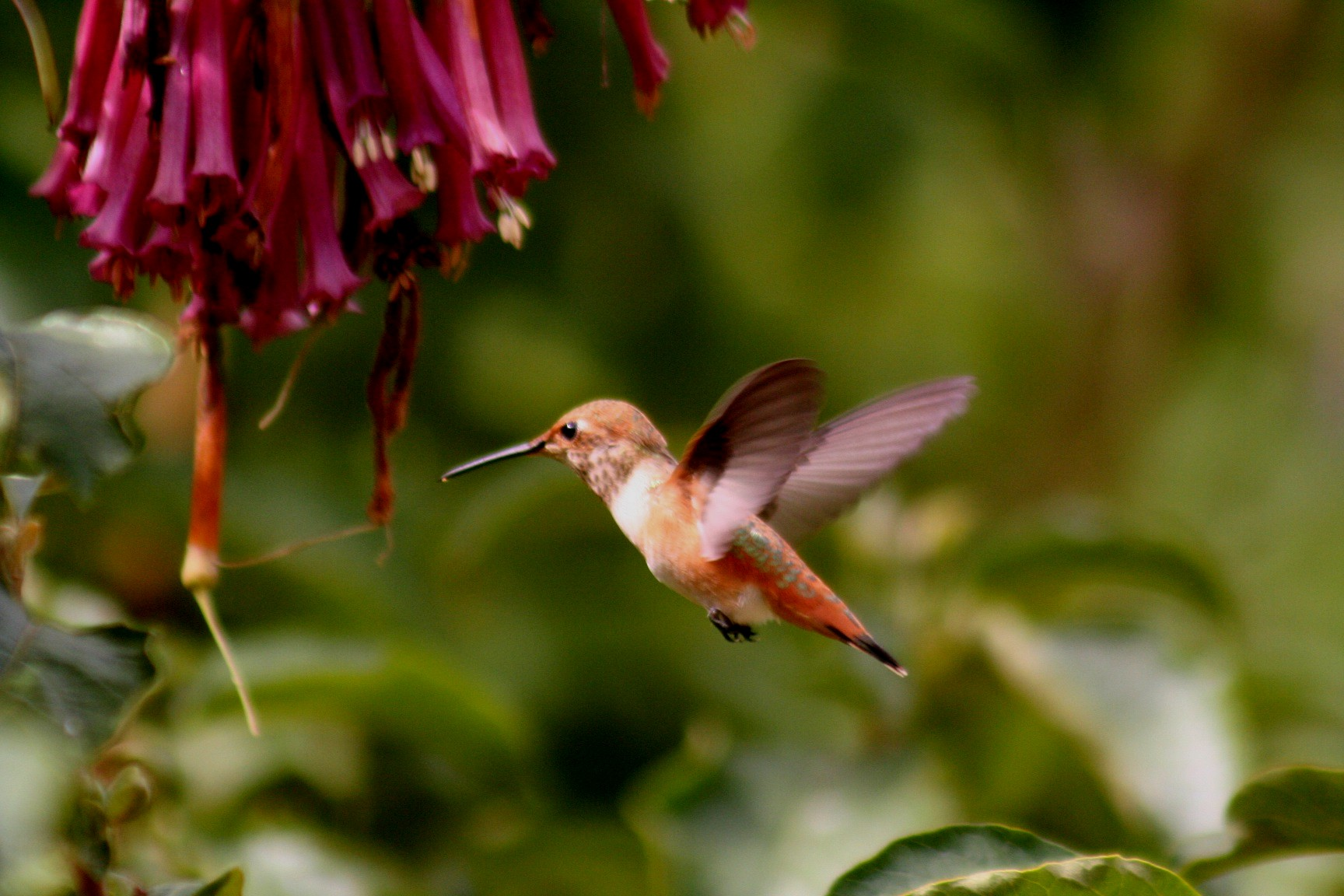
Chim ruồi (Selasphorus rufus) dùng chiếc mỏ rất dài để hút mật hoa.

## Kích thước nhỏ

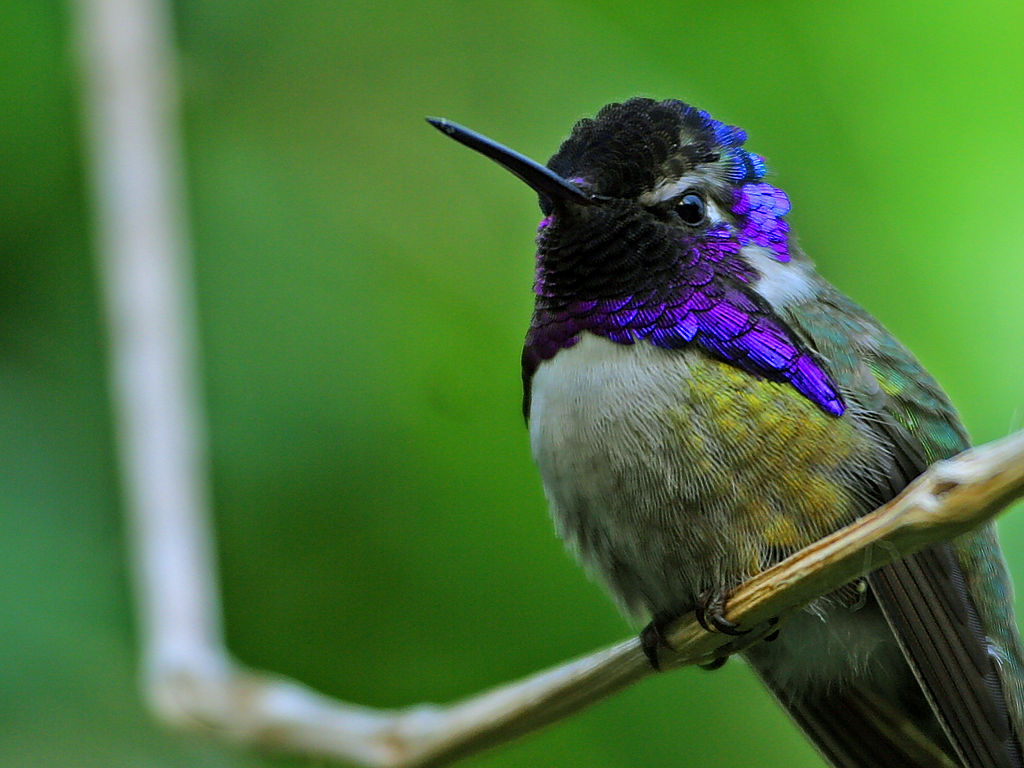
Calypte costae

Phần lớn các con chim ruồi đều có kích thước rất nhỏ. Loài chim ruồi ở Cuba có chiều dài nhỏ hơn 6 cm và là loài chim nhỏ nhất thế giới. Chim ruồi có kích thước tối đa là 20 cm.
Chim ruồi làm tổ ở những cành cây nhỏ, hoặc treo lơ lửng, hoặc xây trong hang động. Tổ của chúng là nơi cho các con cái đẻ trứng, với 2 trứng/lứa. Cũng để phù hợp với kích thước của mình, tổ chim ruồi rất nhỏ và khó phát hiện.

## Tập tính
Mặc dù chim ruồi ăn cả côn trùng, nhện... nhưng mật hoa vẫn là thức ăn chủ yếu của chúng. Chim ruồi thường ở những nơi có nhiều hoa rồi bảo vệ lãnh thổ của chúng, khi cảm thấy chán, chúng lại bay đi tìm những loài hoa mới lạ khác.
Cơ thể của chim ruồi rất nhỏ, nhịp đập cánh rất nhanh và nhiệt độ cơ thể rất cao. Điều này nói lên rằng chim ruồi cần rất nhiều năng lượng từ các nguồn thức ăn. Một khi những con chim ruồi này thiếu thức ăn thì chúng lập tức sẽ uể oải, nhịp đập cánh chậm chạp hơn để tiết kiệm một chút năng lượng còn lại trong cơ thể của chúng.
Một vài loài chim ruồi cũng đi di cư tìm mồi và trú đông. Những loài chim ruồi đặc biệt này có sức bay rất lớn và chúng thường là những con chim ruồi châu Mỹ.

## Phát sinh chủng loài
Các nghiên cứu phát sinh chủng loại phân tử đã xác định mối quan hệ giữa các nhóm chim ruồi chính.

|  | Florisuginae     |
|  |                  |
|  | Phaethornithinae |
|  |                  |

|  | Heliantheini |
|  |              |
|  | Lesbiini     |
|  |              |

|  | \| \| Lampornithini \| \| \| \| \| \| Mellisugini \| \| \| \| |
|  |                                                               |
|  | Trochilini                                                    |
|  |                                                               |
|  | Lampornithini                                                 |
|  |                                                               |
|  | Mellisugini                                                   |
|  |                                                               |

|  | Lampornithini |
|  |               |
|  | Mellisugini   |
|  |               |

|  | \| \| Lampornithini \| \| \| \| \| \| Mellisugini \| \| \| \| |
|  |                                                               |
|  | Trochilini                                                    |
|  |                                                               |
|  | Lampornithini                                                 |
|  |                                                               |
|  | Mellisugini                                                   |
|  |                                                               |

|  | Lampornithini |
|  |               |
|  | Mellisugini   |
|  |               |

|  | Heliantheini |
|  |              |
|  | Lesbiini     |
|  |              |

|  | \| \| Lampornithini \| \| \| \| \| \| Mellisugini \| \| \| \| |
|  |                                                               |
|  | Trochilini                                                    |
|  |                                                               |
|  | Lampornithini                                                 |
|  |                                                               |
|  | Mellisugini                                                   |
|  |                                                               |

|  | Lampornithini |
|  |               |
|  | Mellisugini   |
|  |               |

|  | \| \| Lampornithini \| \| \| \| \| \| Mellisugini \| \| \| \| |
|  |                                                               |
|  | Trochilini                                                    |
|  |                                                               |
|  | Lampornithini                                                 |
|  |                                                               |
|  | Mellisugini                                                   |
|  |                                                               |

|  | Lampornithini |
|  |               |
|  | Mellisugini   |
|  |               |

|  | Heliantheini |
|  |              |
|  | Lesbiini     |
|  |              |

|  | \| \| Lampornithini \| \| \| \| \| \| Mellisugini \| \| \| \| |
|  |                                                               |
|  | Trochilini                                                    |
|  |                                                               |
|  | Lampornithini                                                 |
|  |                                                               |
|  | Mellisugini                                                   |
|  |                                                               |

|  | Lampornithini |
|  |               |
|  | Mellisugini   |
|  |               |

|  | \| \| Lampornithini \| \| \| \| \| \| Mellisugini \| \| \| \| |
|  |                                                               |
|  | Trochilini                                                    |
|  |                                                               |
|  | Lampornithini                                                 |
|  |                                                               |
|  | Mellisugini                                                   |
|  |                                                               |

|  | Lampornithini |
|  |               |
|  | Mellisugini   |
|  |               |

|  | Heliantheini |
|  |              |
|  | Lesbiini     |
|  |              |

|  | \| \| Lampornithini \| \| \| \| \| \| Mellisugini \| \| \| \| |
|  |                                                               |
|  | Trochilini                                                    |
|  |                                                               |
|  | Lampornithini                                                 |
|  |                                                               |
|  | Mellisugini                                                   |
|  |                                                               |

|  | Lampornithini |
|  |               |
|  | Mellisugini   |
|  |               |

|  | \| \| Lampornithini \| \| \| \| \| \| Mellisugini \| \| \| \| |
|  |                                                               |
|  | Trochilini                                                    |
|  |                                                               |
|  | Lampornithini                                                 |
|  |                                                               |
|  | Mellisugini                                                   |
|  |                                                               |

|  | Lampornithini |
|  |               |
|  | Mellisugini   |
|  |               |

|  | Florisuginae     |
|  |                  |
|  | Phaethornithinae |
|  |                  |

|  | Heliantheini |
|  |              |
|  | Lesbiini     |
|  |              |

|  | \| \| Lampornithini \| \| \| \| \| \| Mellisugini \| \| \| \| |
|  |                                                               |
|  | Trochilini                                                    |
|  |                                                               |
|  | Lampornithini                                                 |
|  |                                                               |
|  | Mellisugini                                                   |
|  |                                                               |

|  | Lampornithini |
|  |               |
|  | Mellisugini   |
|  |               |

|  | \| \| Lampornithini \| \| \| \| \| \| Mellisugini \| \| \| \| |
|  |                                                               |
|  | Trochilini                                                    |
|  |                                                               |
|  | Lampornithini                                                 |
|  |                                                               |
|  | Mellisugini                                                   |
|  |                                                               |

|  | Lampornithini |
|  |               |
|  | Mellisugini   |
|  |               |

|  | Heliantheini |
|  |              |
|  | Lesbiini     |
|  |              |

|  | \| \| Lampornithini \| \| \| \| \| \| Mellisugini \| \| \| \| |
|  |                                                               |
|  | Trochilini                                                    |
|  |                                                               |
|  | Lampornithini                                                 |
|  |                                                               |
|  | Mellisugini                                                   |
|  |                                                               |

|  | Lampornithini |
|  |               |
|  | Mellisugini   |
|  |               |

|  | \| \| Lampornithini \| \| \| \| \| \| Mellisugini \| \| \| \| |
|  |                                                               |
|  | Trochilini                                                    |
|  |                                                               |
|  | Lampornithini                                                 |
|  |                                                               |
|  | Mellisugini                                                   |
|  |                                                               |

|  | Lampornithini |
|  |               |
|  | Mellisugini   |
|  |               |

|  | Heliantheini |
|  |              |
|  | Lesbiini     |
|  |              |

|  | \| \| Lampornithini \| \| \| \| \| \| Mellisugini \| \| \| \| |
|  |                                                               |
|  | Trochilini                                                    |
|  |                                                               |
|  | Lampornithini                                                 |
|  |                                                               |
|  | Mellisugini                                                   |
|  |                                                               |

|  | Lampornithini |
|  |               |
|  | Mellisugini   |
|  |               |

|  | \| \| Lampornithini \| \| \| \| \| \| Mellisugini \| \| \| \| |
|  |                                                               |
|  | Trochilini                                                    |
|  |                                                               |
|  | Lampornithini                                                 |
|  |                                                               |
|  | Mellisugini                                                   |
|  |                                                               |

|  | Lampornithini |
|  |               |
|  | Mellisugini   |
|  |               |

|  | Heliantheini |
|  |              |
|  | Lesbiini     |
|  |              |

|  | \| \| Lampornithini \| \| \| \| \| \| Mellisugini \| \| \| \| |
|  |                                                               |
|  | Trochilini                                                    |
|  |                                                               |
|  | Lampornithini                                                 |
|  |                                                               |
|  | Mellisugini                                                   |
|  |                                                               |

|  | Lampornithini |
|  |               |
|  | Mellisugini   |
|  |               |

|  | \| \| Lampornithini \| \| \| \| \| \| Mellisugini \| \| \| \| |
|  |                                                               |
|  | Trochilini                                                    |
|  |                                                               |
|  | Lampornithini                                                 |
|  |                                                               |
|  | Mellisugini                                                   |
|  |                                                               |

|  | Lampornithini |
|  |               |
|  | Mellisugini   |
|  |               |

## Nuôi làm kiểng
Chim ruồi rất khó nuôi để làm chim kiểng. Một vài loại, mà được nuôi tại các tư gia trong đó có loại Veilchenohrkolibri, một loại mà người ta đã thành công trong việc gây giống.

## Kẻ thù
Kẻ thù tự nhiên của chim ruồi là rắn, chim săn mồi, mèo và chồn.

## Hình ảnh

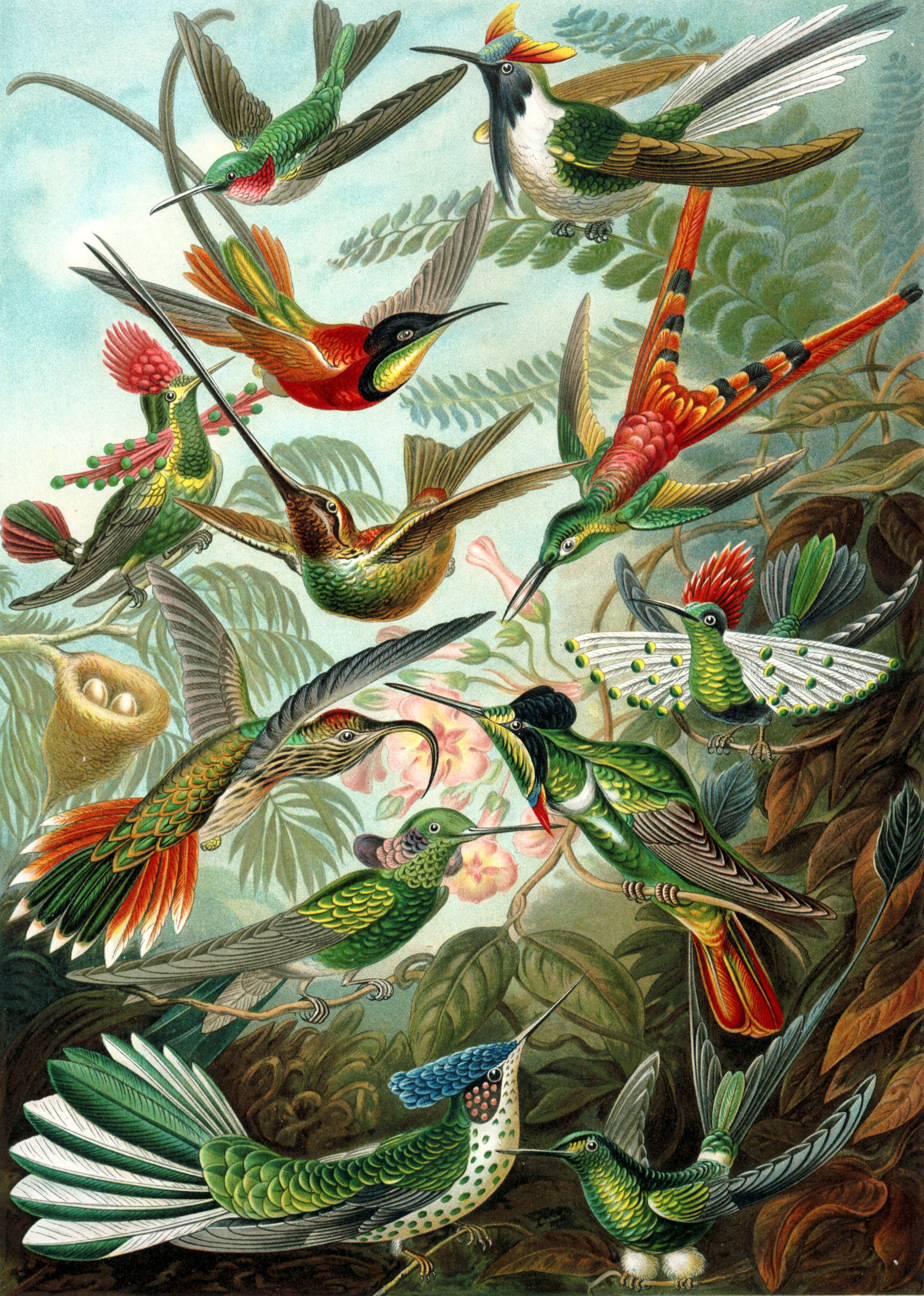
Tranh vẽ năm 1904 về nhiều loại Chim ruồi
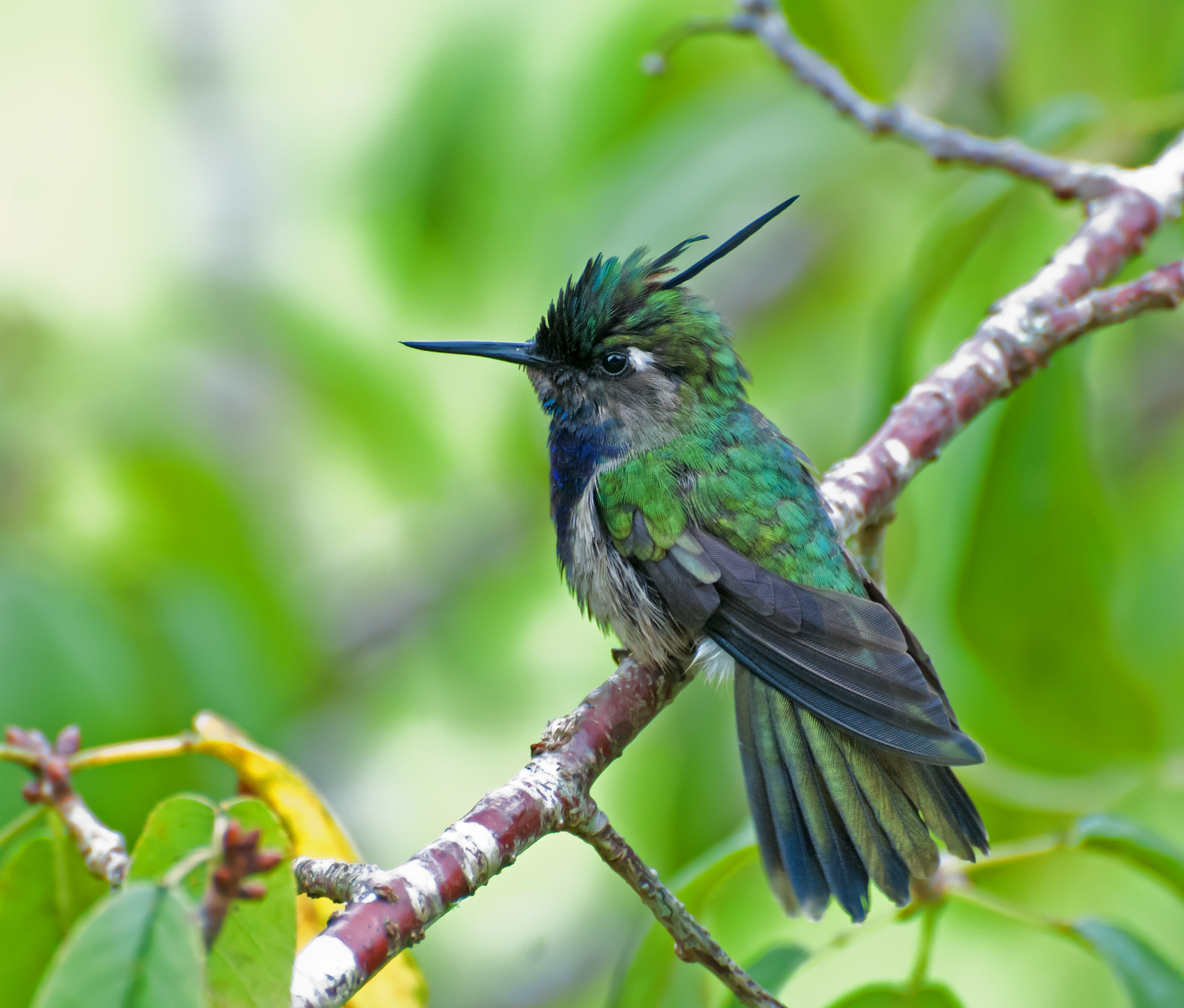
Stephanoxis lalandi
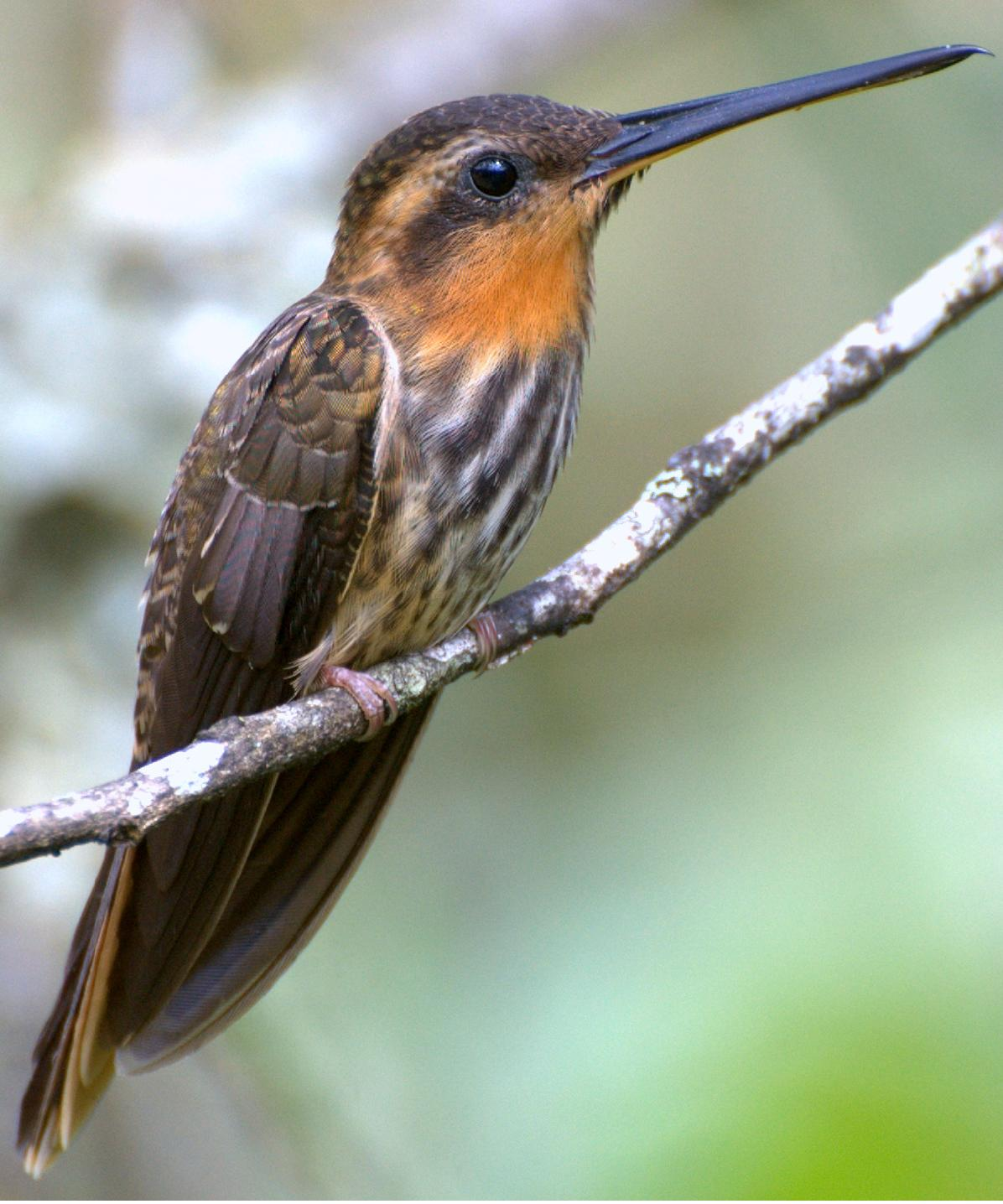
Ramphodon naevius
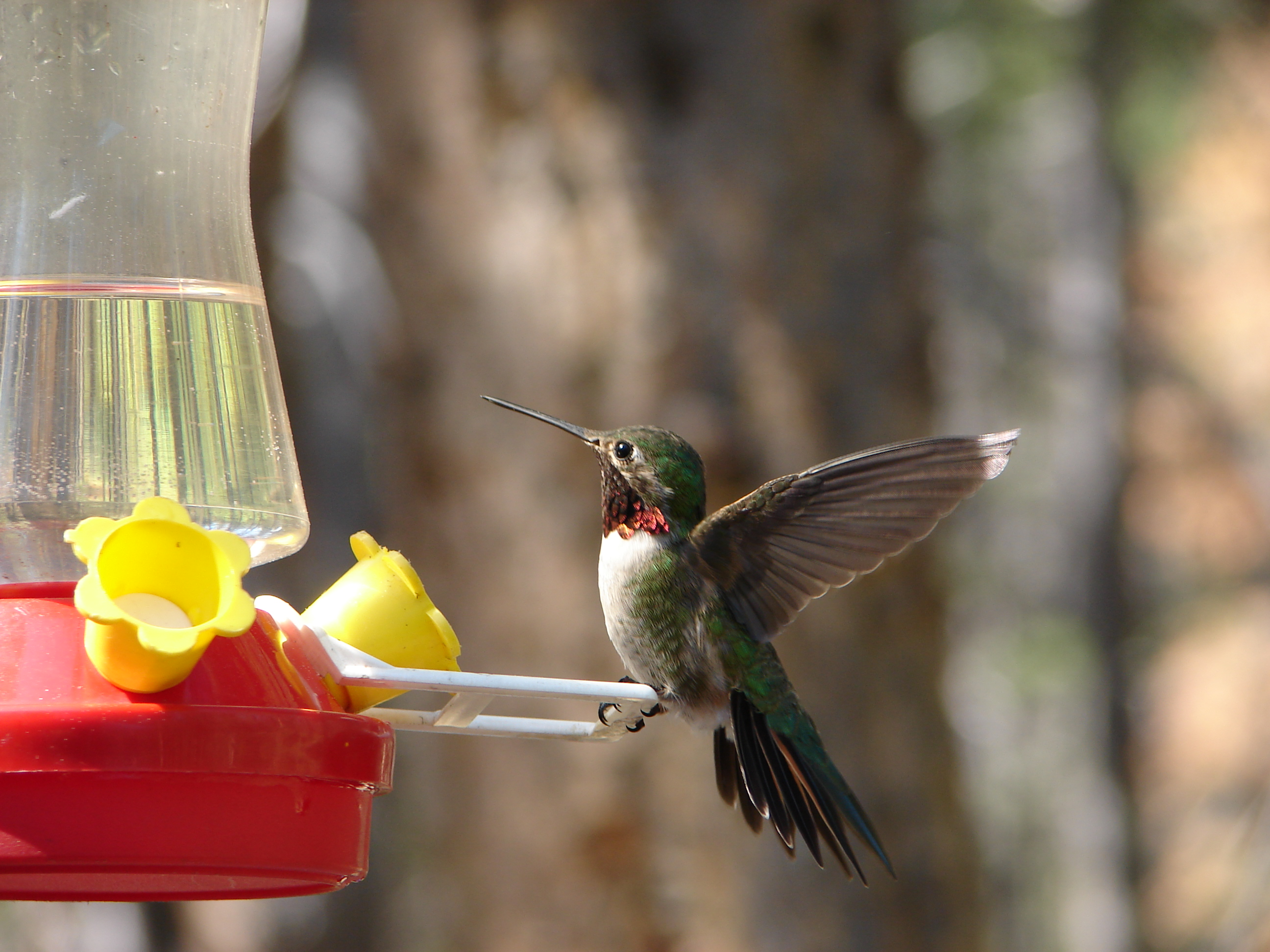
Archilochus colubris đực
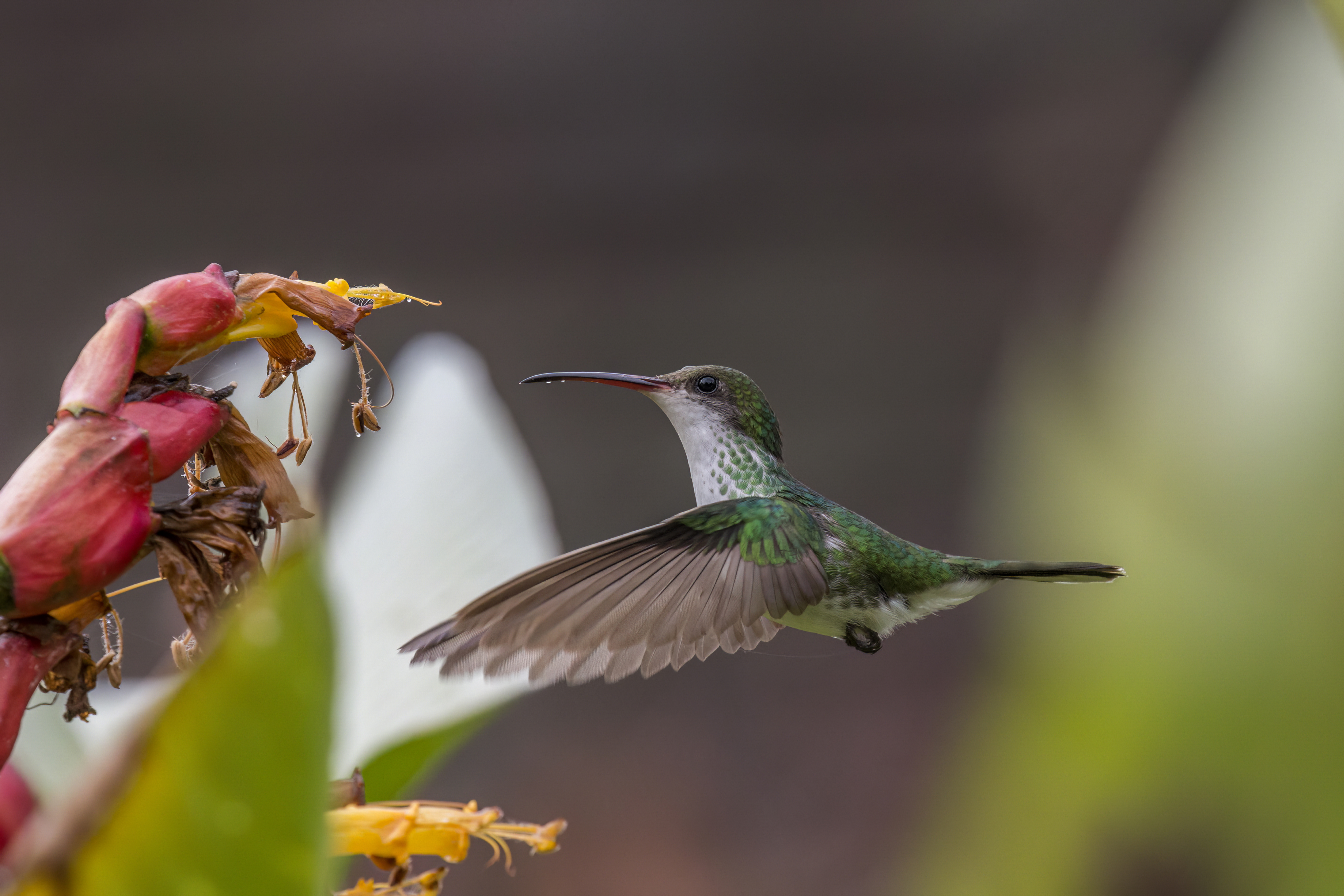
Trochilus polytmus cái
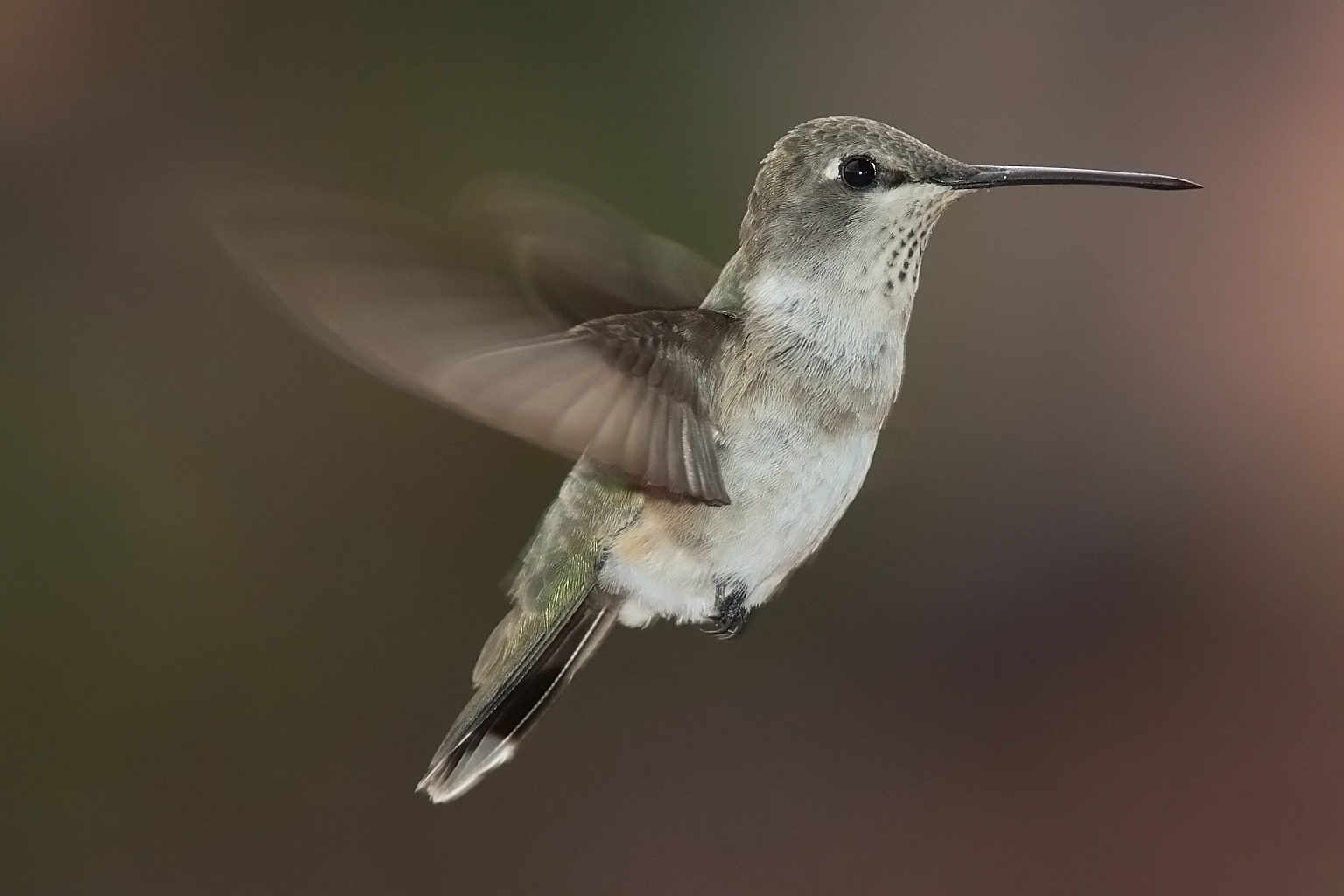
Archilochus alexandri
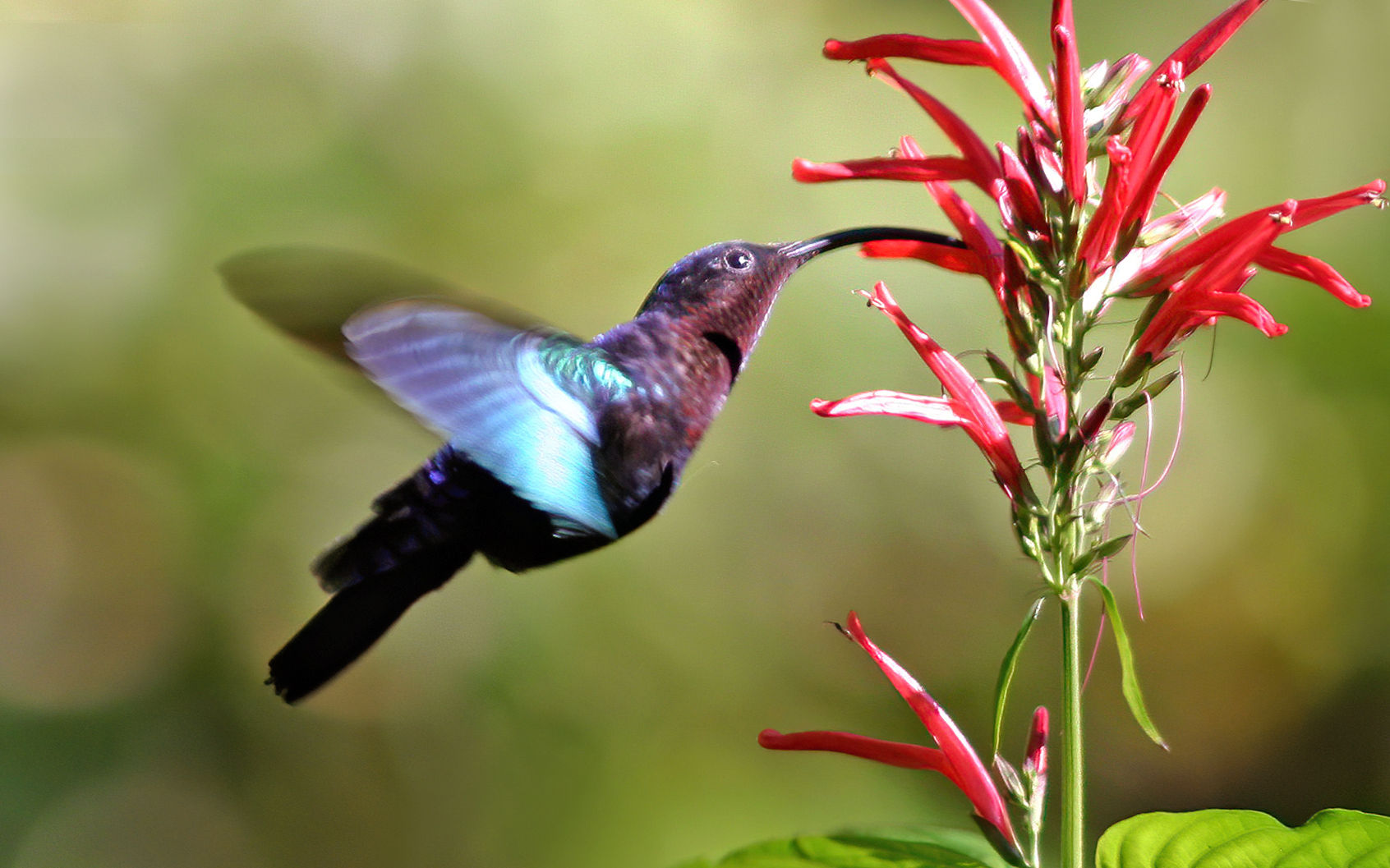
Eulampis jugularis